# FC Viktoria 03 Leipzig
FC Viktoria 03 Leipzig was een Duitse voetbalclub uit Leipzig, Saksen, die bestond van 1903 tot 1945. De club speelde 10 seizoenen in de competitie van Leipzig, die gelijk stond met de hoogste klasse in die tijd.

## Geschiedenis
De club werd opgericht in 1903 en speelde aanvankelijk in de schaduw van de grote stadsrivalen. Leipzig telde vele clubs die in de Noordwest-Saksische competitie speelden, een van de hoogste klassen van de Midden-Duitse voetbalbond. Er speelden maar weinig teams van buiten Leipzig in de competitie en Viktoria promoveerde er voor het eerst naar in 1920. In het eerste seizoen werd de club laatste, maar degradeerde niet. De volgende seizoenen speelde de club in de middenmoot. In 1927/28 werd de naam van de competitie gewijzigd in Groot-Leipzigs kampioenschap. Voor het eerst trad Viktoria in de schijnwerpers door met vijf punten voorsprong op SV Fortuna Leipzig 02 kampioen te worden. Hierdoor plaatste de club zich voor de Midden-Duitse eindronde. De club versloeg FC Salzwedel 09 en SpVgg 06 Zella-Mehlis. In de kwartfinale verloor de club van Wacker Halle. De club kon het succes niet verzilveren en werd het volgende seizoen voorlaatste. In 1929/30 volgde zelfs een degradatie.
Viktoria kon niet meer terugkeren en na 1933 werd dit nog moeilijker toen de vele competities van de Midden-Duitse bond afgeschaft werden en vervangen door twee Gauliga’s. Na de Tweede Wereldoorlog werden alle Duitse voetbalclubs ontbonden en Viktoria werd niet meer heropgericht.

## Erelijst
Kampioen Groot-Leipzig
1928